# ЄДСЗР
Єди́на держа́вна систе́ма запобіга́ння і реагува́ння на надзвича́йні ситуа́ції техноге́нного і приро́дного хара́ктеру (ЄДСЗР) включає в себе центральні та місцеві органи виконавчої влади, виконавчі органи рад, державні підприємства, установи та організації з відповідними силами і засобами, які здійснюють нагляд за забезпеченням техногенної та природної безпеки, організовують проведення роботи із запобігання надзвичайній ситуації (НС) техногенного та природного походження і реагування у разі їх виникнення з метою захисту населення і довкілля, зменшення матеріальних втрат.

## Мета
Основною метою створення ЄДСЗР є забезпечення реалізації державної політики у сфері запобігання і реагування на НС, забезпечення цивільного захисту населення.

## Завдання
Завданнями ЄДСЗР є:
- розробка нормативно-правових актів, а також норм, правил та стандартів із питань запобігання надзвичайним ситуаціям та забезпечення захисту населення і територій від їх наслідків;
- забезпечення готовності центральних та місцевих органів виконавчої влади, виконавчих органів рад, підпорядкованих їм сил і засобів до дій, спрямованих на запобігання і реагування на НС;
- забезпечення реалізації заходів щодо запобігання виникненню НС;
- навчання населення щодо поведінки та дій у разі виникнення НС;
- виконання цільових і науково-технічних програм, спрямованих на запобігання НС, забезпечення сталого функціонування підприємств, установ та організацій, зменшення можливих матеріальних втрат;
- збирання й аналітичне опрацювання інформації про НС, видання інформаційних матеріалів з питань захисту населення і територій від наслідків НС;
- прогнозування й оцінка соціально-економічних наслідків НС, визначення на основі прогнозу потреби в силах, засобах, матеріальних та фінансових ресурсах;
- створення, раціональне збереження і використання резерву матеріальних та фінансових ресурсів, необхідних для запобігання і реагування на НС тощо.

## Формування
ЄДСЗР складається з постійно діючих функціональних і територіальних підсистем і має 4 рівні: 
- загальнодержавний,
- регіональний,
- місцевий
- об’єктовий.

Функціональні підсистеми створюються міністерствами та іншими центральними органами виконавчої влади для організації роботи, пов’язаної з запобіганням НС та захистом населення і територій від їх наслідків.
Кожний рівень ЄДСЗР має координуючі та постійні органи управління щодо розв’язання завдань у сфері запобігання НС, захисту населення і території від їх наслідків, систему повсякденного управління, сили і засоби, резерви матеріальних та фінан-сових ресурсів, системи зв’язку та інформаційного забезпечення.
До системи повсякденного управління ЄДСЗР входять оснащені необхідними засобами зв’язку оповіщення, збирання, аналізу і передачі інформації:
- центри управління в НС, оперативно-чергові служби уповноважених органів з питань НС та цивільного захисту населення усіх рівнів;
- диспетчерські служби центральних і місцевих органів виконавчої влади, державних підприємств, установ та організацій.

До складу сил і засобів ЄДСЗР входять відповідні сили і засоби функціональних і територіальних підсистем, а також недержавні (добровільні) рятувальні формування, які залучаються до виконання відповідних робіт.
Військові і спеціальні цивільні аварійно-пошуково-рятувальні формування, з яких складаються зазначені сили і засоби, укомплектовуються з урахуванням необхідності проведення роботи в автономному режимі не менше 3-х діб і перебувають у стані постійної готовності (т. зв. сили постійної готовності). 

## Режими функціонування
Залежно від масштабів і особливостей НС, що прогнозується або виникла, може існувати один з таких режимів функціонування ЄДСЗР:
- режим повсякденної діяльності — при нормальній виробничо-промисловій, радіаційній, хімічній, біологічній (бактеріологічній), сейсмічній, гідрогеологічній і гідрометеорологічній обстановці;
- режим підвищеної готовності — при істотному погіршенні виробничо-промислової, радіаційної, хімічної, біологічної, сейсмічної, гідрогеологічної і гідрометеорологічної обстановки (з одержанням прогнозної інформації щодо можливості виникнення надзвичайної ситуації);
- режим діяльності у надзвичайній ситуації — при реальній загрозі виникнення НС і реагування на них;
- режим діяльності у надзвичайному стані — запроваджується в Україні або на окремих її територіях у порядку, визначеному Конституцією України та Законом України «Про надзвичайний стан»[4].